# San Roque (Asunción)
San Roque  es un barrio de la ciudad de Asunción, capital de la República del Paraguay, denominado así en honor al primer santo católico que tuvo el Paraguay: "San Roque González de Santacruz".

## Geografía
Situado en la ciudad de Asunción, capital del Paraguay, en el Departamento Central de la Región Oriental, dentro de la bahía del Río Paraguay, ciudad cosmopolita, donde confluyen personas de distintas regiones del país y extranjeros que la habitan, ya arraigados en ella.

## Clima
Presenta un clima subtropical, la temperatura media es de 28 °C en el verano y 17 °C en el invierno. Vientos predominantes del norte y sur. El promedio anual de precipitaciones es de 1700 mm

## Límites
Los límitantes del barrio San Roque son las avenidas España, Perú, Silvio Pettirossi, Brasil, Tte. Fariña, EE. UU., Rodríguez de Francia y Antequera.
- Al norte limita con el barrio Ricardo Brugada.
- Al sur limita con los barrios Silvio Pettirossi y Gral. Díaz.
- Al este limita con los barrios Las Mercedes y Ciudad Nueva.
- Al oeste limita con el barrio Catedral.

## Superficie
La superficie del barrio San Roque es de 1,07 km², su terreno es plano y uniforme en un sector y elevado en otro.
El uso de suelo es fundamentalmente comercial y residencial.

## Medios de Comunicación

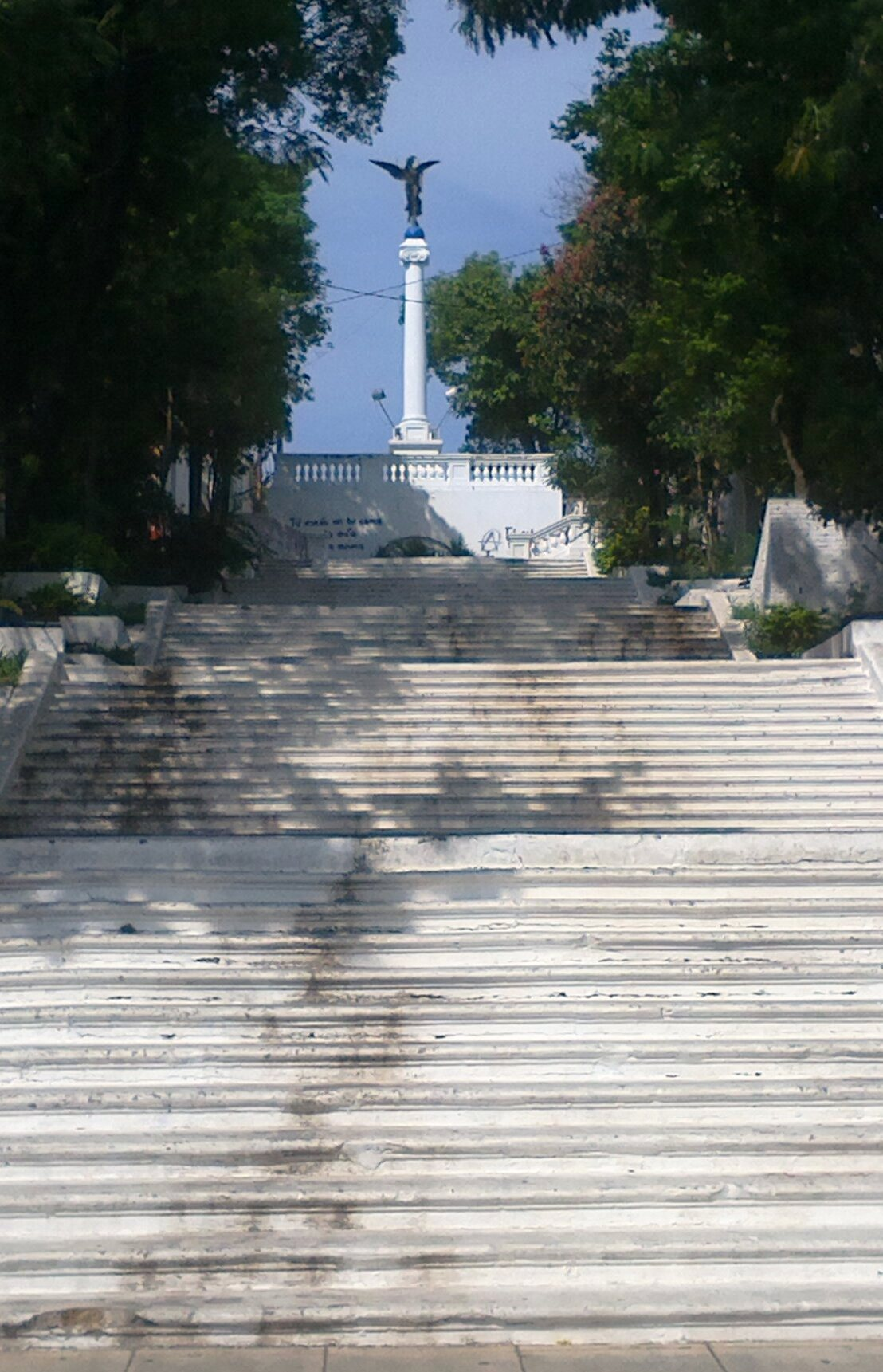
Escalinata de Antequera.

Las principales vías de comunicación son: la avenida Mariscal López, y las calles Silvio Pettirossi, Brasil, Perú y Estados Unidos.
Operan cuatro canales de televisión abiertos y varias empresas que emiten señales por cable. Se conectan con veinte emisoras de radio que transmiten en frecuencias AM y FM. Cuenta con los servicios telefónicos de Copaco y los de telefonía Celular, además cuenta con varios otros medios de comunicación y a todos los lugares llegan los diarios capitalinos

## Transporte
Las líneas de ómnibus que circulan por el barrio son 24, 14, 10, 19, 44, 35, 23, 33, 19, 27, 26, 38, 41, 42, 37 y 29.

## Población
San Roque tiene 6.355 habitantes aproximadamente, de los cuales el 57.53 % son mujeres y el 42.46% son hombres. La densidad poblacional es de 5.940 hab/km² aproximadamente. Según datos del último censo de la DGEEC realizado en el año 2002.

## Principales avenidas y calles
La principal avenida de este barrio es la Avenida Mariscal López.
Otras calles importantes son Silvio Pettirossi, Brasil, Perú y Estados Unidos.

## Demografía
Existen 2400 viviendas aproximadamente con un promedio de 3.5 habitantes cada una. 
- Las familias que poseen luz eléctrica representan un 100%.
- Las familias que poseen agua corriente representan un 99%.
- Las familias que poseen desagüe cloacal representan un 85%.
- Las familias que poseen recolección de basuras representan en un 100%.

La mayoría de los habitantes de la zona pertenece a la clase media alta y baja. Hay, además de obreros, profesionales universitarios y comerciantes.
En materia sanitaria cuenta con sanatorios y consultorios privados y un policlínico que presta servicios de clínica general internaciones y análisis
En el ámbito educativo existen una escuela y una institución de formación odontológica de nivel universitario ambas públicas y siete colegios privados.

## Principales problemas del barrio
- Proliferación del trabajo informal (venta ambulante).
- Falta de áreas verdes y espacios recreativos.
- Despoblación por los altos impuestos y tasas municipales.

## Instituciones y Organización existentes
Comisiones Vecinales
No existen comisiones vecinales en el barrio, pero existe un hogar de Canillitas “San Roque”. 
Albergue “El Abrigo”.

## Instituciones No Gubernamentales
Religiosas Católicas
- San Roque
- María Auxiliadora
- Parroquia San José

Otros
- Iglesia Nuevo Tiempo

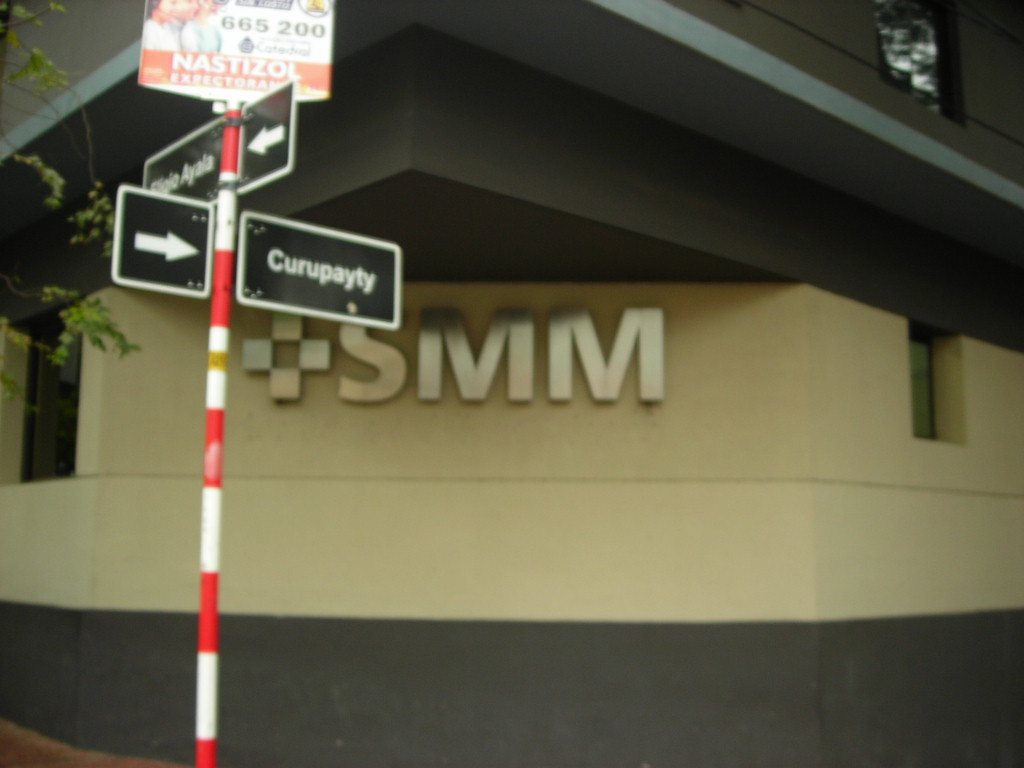
Sanatorio Migone.

- Primera Iglesia Evangélica Bautista de Asunción

Servicios Sanitarios
- Sanatorio San Roque

- Sanatorio Migone Battilana

Educativas
- Asociación Cristiana de Jóvenes
- Colegio María Auxiliadora
- Colegio San José
- Colegio San Miguel Garicoits
- Santa Teresa de Jesús
- Colegio San José de Calasanz

Culturales

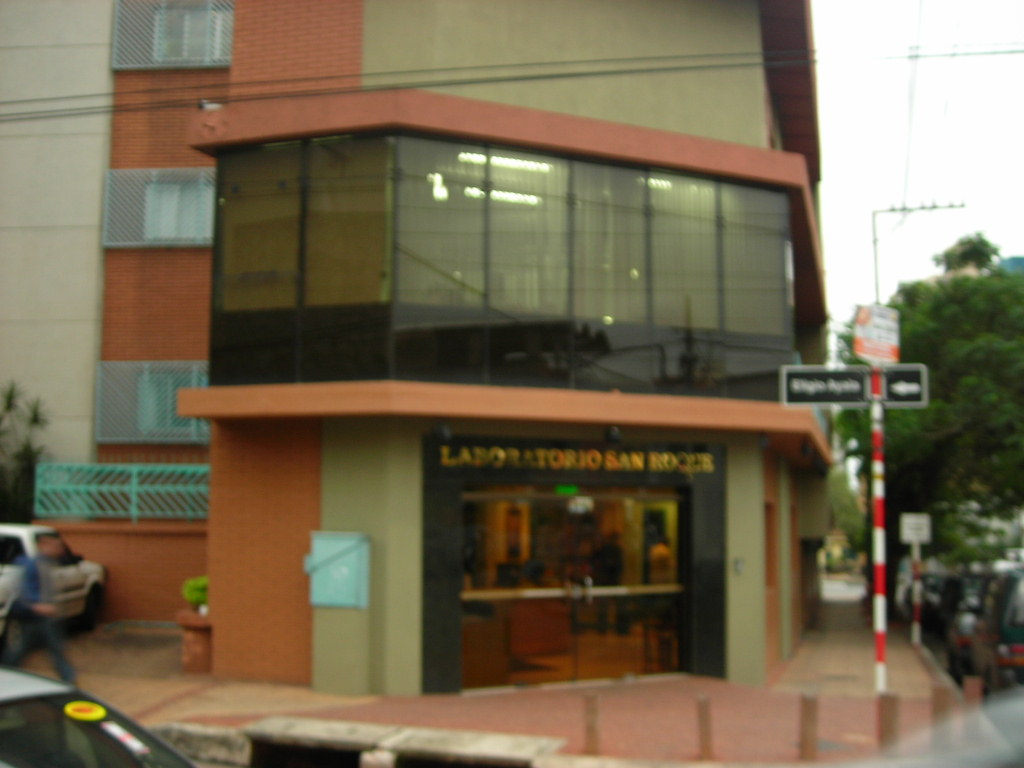
Sanatorio San Roque.

- Centro Cultural Paraguayo Americano (CCPA)
- Centro Cultural Español “Juan de Salazar”
- Sala Molière de la Alianza Francesa

## Instituciones Gubernamentales
Servicio Sanitario
- Policlínico San Benigno

Educativas
- Facultad de Odontología de la U.N.A.
- Escuela Graduada Nª 105 Estados Unidos de América

Estatales
- Ministerio de Justicia y Trabajo
- Corporación de Obras Sanitarias
- Consejo Nacional de la Vivienda
- Instituto de Bienestar Rural
- Servicio Nacional de Saneamiento Ambiental

Propuestas socio ambientales para mejorar la calidad de vida de la zona.
La perspectiva socio ambiental, es un componente primordial en los planes y programas de los municipios, considerando que la problemática ambiental debe ser integrada como propuesta, en los gobiernos locales, por ello se propone las siguientes acciones:
Organizar campañas de reforestación con las instituciones de la zona.
Distribuir trípticos sobre el mejoramiento de la calidad de vida en el barrio.
Organizar y capacitar a las comisiones vecinales para desarrollar acciones en la comunidad que sirvan para cambiar las aptitudes de los habitantes. 
Organizar cursos de formación profesional para los que deseen incursionar en otras actividades laborales. 
Desarrollar campañas de saneamiento ambiental, con los estudiantes de las instituciones educativas tanto a nivel primario, secundario y universitario.